# Bernard 18
Dimensions
Le Bernard 18 est un prototype d’avion de transport réalisé en France durant l'Entre-deux-guerres par la Société des Avions Bernard.